# Посольство України в Єгипті
Посольство України в Арабській Республіці Єгипет — дипломатична установа України в Каїрі.

## Завдання посольства
Основне завдання Посольства України в Каїрі представляти інтереси України, сприяти розвиткові політичних, економічних, культурних, наукових та інших зв'язків, а також захищати права та інтереси громадян і юридичних осіб України, які перебувають на території Арабської Республіки Єгипет та Республіці Судан.
Посольство сприяє розвиткові міждержавних відносин між Україною і Єгиптом та Суданом на всіх рівнях, з метою забезпечення гармонійного розвитку взаємних відносин, а також співробітництва з питань, що становлять взаємний інтерес. Посольство виконує також консульські функції.

## Історія дипломатичних відносин
Арабської Республіки Єгипет визнала незалежність України 3 січня 1992 року. 25 січня 1992 року було встановлено дипломатичні відносини між Україною та Арабської Республіки Єгипет під час візиту в Україну урядової делегації АРЄ на чолі з Віце-прем'єр-міністром, Міністром планування К.Ель-Ганзурі. У квітні 1993 року Україна відкрила Посольство в Каїрі..

## Керівники дипломатичної місії
1. Нагайчук Віктор Іванович (1993—1997), посол
2. Камишев Сергій Олексійович (1997—1998)
3. Кулеба Іван Дмитрович (1998—2000)
4. Веселовський Андрій Іванович (2001—2004)
5. Микитенко Євген Олегович (2006—2010)
6. Григораш Валерій Григорович (2010—2011) т.п.
7. Кириленко Євген Григорович (2011—2014)[2]
8. Юров Олександр Григорович (2014) т.п.
9. Нечай Руслан Ігоревич (2014—2015) т.п.
10. Латій Геннадій Георгійович (2015—2019)[3]
11. Микитенко Євген Олегович (2019—2021)[4][5]